# Red Cloud (Nebraska)
Red Cloud è una città degli Stati Uniti d'America, situata in Nebraska, nella contea di Webster, della quale è il capoluogo.